# Teruelius eliseanneae
Espèce
Synonymes
- Grosphus eliseanneae Lourenço & Wilmé, 2016

Teruelius eliseanneae est une espèce de scorpions de la famille des Buthidae.

## Distribution
Cette espèce est endémique de la région Diana à Madagascar. Elle se rencontre vers Beramanja.

## Description
La femelle holotype mesure 46,6 mm.

## Systématique et taxinomie
Cette espèce a été décrite sous le protonyme Grosphus eliseanneae par Lourenço et Wilmé en 1996. Elle est placée dans le genre Teruelius par Lowe et Kovařík en 2019, dans le genre Grosphus par Lourenço, Rossi, Wilmé, Raherilalao, Soarimalala et Waeber en 2020 puis dans le genre Teruelius par Lowe et Kovařík en 2022.

## Étymologie
Cette espèce est nommée en l'honneur d'Elise-Anne Leguin.

## Publication originale
- Lourenço & Wilmé, 2016 : « Three new species of Grosphus Simon 1880, (Scorpiones: Buthidae) from Madagascar; possible vicariant cases within the Grosphus bistriatus group of species. » Madagascar Conservation & Development, vol. 11, no 2, p. 1-14 (texte intégral).